# Zijah Sokolović
Zijah Sokolović (Sarajevo, 22. prosinca 1950.) je bosanskohercegovački glumac i redatelj.
Na prostoru bivše Jugoslavije najpoznatiji je po monodramama Glumac... je glumac... je glumac te Cabares Cabarei. Njegova djela su nagrađena brojnim nagradama. Predaje kao suradnik na Akademiji dramskih umjetnosti u Zagrebu.
Njegova monodrama Glumac je... glumac... je glumac igrana je u dvadeset zemalja svijeta.
Sokolović od 1992. godine živi u Beču.

## Filmografija

### Filmovi
- Ostavljeni (2010.)
- Balkanski sindrom (2007.)
- Put lubenica (2006.)
- Otac (2005.)
- Konjanik (2003.)
- Ledina (2003.)
- Remake (2003.)
- Bella Block - Im Namen der Ehre (2002.)
- Barabe! (2001.)
- Outsider (1997.)
- Gluvi barut (1990.)
- Karneval, anđeo i prah (1990.)
- Čovjek koji je znao gdje je sjever a gdje jug (1989.)
- Sile u vazduhu (1989.)
- Inat (1988.)
- Zaboravljeni (1988.)
- Hudodelci (1987.)
- Poslednji skretničar uzanog koloseka (1986.)
- Razgovori stari (1986.)
- Prokleta avlija (1984.)
- Pismo - Glava (1983.)
- Igmanski marš (1983.)
- Zadah tijela (1983.)
- Dvije polovine srca (1982.)
- Miris dunja (1982.)
- Samo jednom se ljubi kao Mirko (1981.)
- Zajedno (1981.)
- Bife 'Titanik' (1979.)
- Doktor Mladen (1975.)

### TV serije
- Počivali u miru kao Sabrija Hatunić (2017.)
- Ljubav, navika, panika (2005.)
- Praonica (2005.)
- A sada Zijah (2004.)
- Memoari porodice Milić (1990.)
- Zaboravljeni (1990.)
- Večernja zvona (1988.)
- Zagrljaj (1988.)
- Štefica Cvek u raljama života (1984.)
- Karađoz (1970.)